# Mauricio Partida
Mauricio Alfonso Partida Sánchez (Estado Falcón, 2 de julio de 1998) es un artista marcial mixto venezolano que compite en la división de peso mosca de LUX Fight League, donde es el actual campeón interino de peso gallo de LUX.

## Carrera de artes marciales mixtas

### Carrera amateur
Partida obtuvo cuatro victorias en peleas amateurs realizadas en Panamá entre 2018 y 2019, de las cuales tres culminaron en decisiones unánimes.

### LUX Fight League
En búsqueda de iniciarse como profesional de MMA, Partida emigró a México y estableció una base de entrenamiento. Una vez afincado allí, recibió una oferta para competir en LUX Fight League, donde se llevó su primera victoria por TKO ante Luis Pinango el 5 de noviembre de 2021 en LUX 018.
Partida se enfrentó a Liborio López el 11 de febrero de 2022 en LUX 020. Ganó la pelea por nocaut técnico en el primer asalto.
Partida se enfrentó a Alejandro Guerrero el 17 de junio de 2022 en LUX 023. Ganó la pelea por nocaut técnico en el primer asalto, bastándole 19 segundos para liquidar.
Partida se enfrentó a Javier Hernández el 2 de septiembre de 2022 en LUX 026. Ganó, por tercera vez consecutiva, una pelea por nocaut técnico en el primer asalto.
Partida se enfrentó a Andrés Leal el 9 de diciembre de 2022 en LUX 029. Ganó la pelea por decisión unánime.
Partida se enfrentó a Mauricio Nievas el 19 de mayo de 2023 en LUX 032. Nuevamente salió victorioso de la pelea por nocaut técnico en el primer asalto.
Partida se enfrentó a Uriel Cossio el 6 de octubre de 2023 en LUX 036. Ganó la pelea por decisión unánime.
Partida se enfrentó a David Pérez el 23 de febrero de 2024 en la pelea coestelar de LUX 040. Ganó la pelea por sumisión en el segundo asalto, luego de someter a Pérez con un mataleón.
Partida se enfrentó a Brandon Uruchurtu el 1 de noviembre de 2024 en LUX 047. Ganó la pelea por nocaut en el primer asalto después de noquear a Uruchurtu con un rodillazo.
Partida se enfrentó a Fernando Torres el 28 de marzo de 2025 en LUX 051. Ganó la pelea por decisión unánime, manteniendo así su invicto al llegar a la décima victoria en LUX (14 si se toma en cuenta el historial amateur).
Partida se enfrentó a Rodolfo Rubio por el Campeonato interino de Peso Gallo de LUX el 25 de julio de 2025 en LUX 053. Con una victoria por decisión unánime, logra capturar el título.

## Campeonatos y logros
- LUX Fight League
  - Campeonato Interino de Peso Gallo de LUX (una vez, actual)
  - Mayor cantidad de victorias en la historia de LUX (10)
  - Mayor cantidad de victorias consecutivas en la historia de LUX (10)
  - Mayor número de nocauts en la historia de LUX (6)
  - Tercer nocaut más rápido en la historia de LUX (0:19) vs. Alejandro Guerrero

## Récord en artes marciales mixtas
| Récord profesional | Récord profesional | Récord profesional |
| 11 peleas          | 11 victorias       | 0 derrotas         |
| ------------------ | ------------------ | ------------------ |
| Nocaut             | 6                  | 0                  |
| Sumisión           | 1                  | 0                  |
| Decisión           | 4                  | 0                  |

| Resultado | Récord | Oponente           | Método                      | Evento  | Fecha                   | Ronda | Tiempo | Localización       | Notas                                             |
| --------- | ------ | ------------------ | --------------------------- | ------- | ----------------------- | ----- | ------ | ------------------ | ------------------------------------------------- |
| Victoria  | 11–0   | Rodolfo Rubio      | Decisión (unánime)          | LUX 053 | 25 de julio de 2025     | 5     | 5:00   | Puebla             | Ganó el Campeonato Interino de Peso Gallo de LUX. |
| Victoria  | 10–0   | Fernando Torres    | Decisión (unánime)          | LUX 051 | 28 de marzo de 2025     | 3     | 5:00   | Ciudad de México   |                                                   |
| Victoria  | 9–0    | Brandon Uruchurtu  | KO (rodillazo en el cuerpo) | LUX 047 | 1 de noviembre de 2024  | 1     | 2:21   | Ciudad de México   |                                                   |
| Victoria  | 8–0    | David Pérez        | Sumisión (rear-naked choke) | LUX 040 | 23 de febrero de 2024   | 2     | 2:03   | Ciudad de México   |                                                   |
| Victoria  | 7–0    | Uriel Cossio       | Decisión (dividida)         | LUX 036 | 6 de octubre de 2023    | 3     | 5:00   | Guadalajara        |                                                   |
| Victoria  | 6–0    | Mauricio Nievas    | KO (golpe)                  | LUX 032 | 19 de mayo de 2023      | 1     | 1:22   | Guadalajara        |                                                   |
| Victoria  | 5–0    | Andrés Leal        | Decisión (unánime)          | LUX 029 | 9 de diciembre de 2022  | 3     | 5:00   | Ciudad de México   |                                                   |
| Victoria  | 4–0    | Javier Hernández   | TKO (golpes)                | LUX 026 | 2 de septiembre de 2022 | 1     | 3:18   | Ciudad de México   |                                                   |
| Victoria  | 3–0    | Alejandro Guerrero | TKO (rodillazos)            | LUX 023 | 17 de junio de 2022     | 1     | 0:19   | Puebla de Zaragoza |                                                   |
| Victoria  | 2–0    | Liborio López      | TKO (golpes)                | LUX 020 | 11 de febrero de 2022   | 1     | 2:27   | Cancún             |                                                   |
| Victoria  | 1–0    | Luis Pinango       | TKO (retiro)                | LUX 018 | 5 de noviembre de 2021  | 1     | 5:00   | Acapulco           |                                                   |